# Glaphyra aerifera
Glaphyra aerifera là một loài bọ cánh cứng trong họ Cerambycidae.